# Dezghețul (Star Trek: Voyager)
„Dezghețul” (titlu original: „The Thaw”) este al 23-lea episod din al doilea sezon al serialului TV american SF Star Trek: Voyager, al 39-lea în total. A avut premiera la 29 aprilie 1996 pe canalul UPN.

## Prezentare
Membrii echipajului descoperă niște extratereștri în camere de stază, conectați la un computer, care a creat a entitate ce se hrănește cu teama acestora.

## Actori ocazionali
- Michael McKean - The Clown
- Thomas Kopache - Viorsa
- Carel Struycken - Spectre
- Tony Carlin - Kohl Physician
- Shannon O'Hurley - Kohl Programmer
- Patty Maloney - Little Woman